# Григорије III Цариградски
Григорије III Цариградски (презиме Мамис или Мамас, грч. Γρηγόριος Μαμμῆς; пре око 1420–1459), био је васељенски патријарх Цариграда унутар Васељенске патријаршије у периоду 1445–1450. Био је истакнут у неуспешним иницијативама за поновно уједињење са Католичком црквом.

## Име
Мало се зна о његовом приватном животу и патријаршији. Чак ни његово презиме није сигурно, а имена Мамис или Мамас су вероватно подсмевачки називи. У генерално непоузданом делу „Chronicum Majus“ Макарија Мелисена, забележено је да је дошао са Крита и да му је право име било Мелисен. У другим делима се помиње као Мелисен-Стратегопулос.

## Црквена каријера
Замонашен је око 1420. око и сматра се да је био исповедник цара Јована VIII Палеолога. Био је присталица уније са Католичком црквом. Играо је веома активну улогу у теолошким дискусијама. Учествовао је у прелиминарним преговорима са Римом на Ферарско-фирентинском сабору, а касније је пратио патријарха Јосифа II Цариградског на Фирентинском сабору, где је такође представљао патријарха Филотеја Александријског. Изабран је за патријарха након смрти такође унијатског патријарха Митрофана II Цариградског.
Григорије III је учинио све што је могао да помири монахе, црквену хијерархију и обичан народ са споразумом постигнутим у Фиренци, али узалуд. Њему су се супротставили Генадије II Цариградски и Јован Евгеникос, који су опширно писали против сабора. Водеће антиунијатско свештенство одбило је да се моли за цара у својим црквама. Године 1450, тензије у црквеним круговима су постале толико затегнуте да је Григорије III напустио свој положај и стигао у Рим у августу 1451. (мање од две године пре пада Цариграда). Срдачно га је примио папа Никола V, који му је пружио финансијску помоћ. Проунијати у областима Грчке које су окупирали Латини наставили су да га сматрају легитимним патријархом Цариграда.

## Наслеђе
Григорије III је умро 1459. године у Риму. Католичка црква га је поштовала као светаца и чудотворца. Написао је две дисертације о оповргавању дела антиунијатског епископа Марка Ефеског и једну о пореклу Светога Духа. Нека од његових писама су сачувана, док су још три теолошка трактата, О бесквасном хлебу, О примату папе и О небеском блаженству, остала необјављена.